# 4-й округ департамента Па-де-Кале
4-й избирательный округ департамента Па-де-Кале включает сто шестьдесят коммун округа Монтрёй. Общая численность избирателей, включённых в списки для голосования в 2017 г. — 88 528 чел.
До 2012 года 4-й округ включал шесть кантонов: Берк, Кампань-ле-Эден, Монтрёй, Окси-ле-Шато, Эден и Этапль.
Действующим депутатом по 4-му округу является Даниель Факель (фр. Daniel Fasquelle) (Республиканцы), экс-мэр города-курорта Ле-Туке-Пари-Плаж.
|  | Начало срока      | Конец срока       | Депутат        | Партия                             |
|  | ----------------- | ----------------- | -------------- | ---------------------------------- |
|  | 21 июня 2017 г.   | н/вр              | Даниель Факель | Республиканцы                      |
|  | 19 июня 2012 г.   | 20 июня 2017 г.   | Даниель Факель | Союз за народное движение          |
|  | 20 июня 2007 г.   | 18 июня 2012 г.   | Даниель Факель | Союз за народное движение          |
|  | 19 июня 2002 г.   | 19 июня 2007 г.   | Леонс Депре    | Союз за народное движение          |
|  | 12 июня 1997 г.   | 18 июня 2002 г.   | Леонс Депре    | Объединение в поддержку республики |
|  | 02 апреля 1993 г. | 21 апреля 1997 г. | Леонс Депре    | Объединение в поддержку республики |
|  | 23 июня 1988 г.   | 01 апреля 1993 г. | Леонс Депре    | Объединение в поддержку республики |

## Результаты выборов
Выборы депутатов Национального собрания 2017 г.:
|                | Кандидат                 | Партия                  | Первый тур | Первый тур     | Второй тур | Второй тур |
| Кол-во голосов | Кандидат                 | Партия                  | % голосов  | Кол-во голосов | % голосов  |            |
| -------------- | ------------------------ | ----------------------- | ---------- | -------------- | ---------- | ---------- |
|                | Даниель Факель           | Республиканцы           | 15 126     | 31,02          | 23 147     | 52,19      |
|                | Тибо Гиюйюи              | Вперёд, Республика!     | 17 158     | 35,18          | 21 204     | 47,81      |
|                | Бенуа Доль               | Национальный фронт      | 7098       | 14,55          |            |            |
|                | Анаис Аллио              | Непокорённая Франция    | 3670       | 7,53           |            |            |
|                | Бландин Дрен             | Социалистическая партия | 2954       | 6,06           |            |            |
|                | Стефани Сьежковски-Самье | Разные правые           | 1397       | 2,86           |            |            |
|                | Мартин Мин               | Европа Экология Зелёные | 678        | 1,39           |            |            |
| Прочие         | Прочие                   | Прочие                  |            | менее 1 %      |            |            |

Выборы депутатов Национального собрания 2012 г.:
|                | Кандидат        | Партия                    | Первый тур | Первый тур     | Второй тур | Второй тур |
| Кол-во голосов | Кандидат        | Партия                    | % голосов  | Кол-во голосов | % голосов  |            |
| -------------- | --------------- | ------------------------- | ---------- | -------------- | ---------- | ---------- |
|                | Даниель Факель  | Союз за народное движение | 23 116     | 43,89          | 28 704     | 54,87      |
|                | Венсан Лена     | Социалистическая партия   | 18 321     | 34,78          | 23 604     | 45,13      |
|                | Франсис Леруа   | Национальный фронт        | 6785       | 12,88          |            |            |
|                | Лоранс Соваж    | Левый фронт               | 2307       | 4,38           |            |            |
|                | Александр Пуаре | Европа Экология Зелёные   | 1036       | 1,97           |            |            |
| Прочие         | Прочие          | Прочие                    |            | менее 1 %      |            |            |

Выборы депутатов Национального собрания 2007 г.:
|                | Кандидат       | Партия                            | Первый тур | Первый тур     | Второй тур | Второй тур |
| Кол-во голосов | Кандидат       | Партия                            | % голосов  | Кол-во голосов | % голосов  |            |
| -------------- | -------------- | --------------------------------- | ---------- | -------------- | ---------- | ---------- |
|                | Даниель Факель | Союз за народное движение         | 21 857     | 45,04          | 26 498     | 53,89      |
|                | Венсан Лена    | Социалистическая партия           | 14 132     | 29,12          | 22 675     | 46,11      |
|                | Адам Капелла   | Союз за французскую демократию    | 2772       | 5,71           |            |            |
|                | Фабрис Госслен | Охота, рыбалка, природа, традиции | 2560       | 5,28           |            |            |
|                | Рене Коолзае   | Национальный фронт                | 2001       | 4,12           |            |            |
|                | Паскаль Тибо   | Коммунистическая партия           | 1912       | 3,94           |            |            |
|                | Стефани Боке   | Партия зелёных                    | 951        | 1,96           |            |            |
|                | Лоранс Курбуа  | Крайне левые                      | 863        | 1,78           |            |            |
|                | Патрик Маке    | Крайне левые                      | 653        | 1,35           |            |            |
| Прочие         | Прочие         | Прочие                            |            | менее 1 %      |            |            |